# François Chenard de la Giraudais
Pour les articles homonymes, voir Chenard et Giraudais.
François Bernard Chenard de la Giraudais né le 2 août 1727 à Saint-Malo et mort le 27 février 1776 à bord de l'Espérance est un explorateur, officier de marine et corsaire français.
Il a fait le tour du monde au commandement de la flûte l'Étoile, en compagnie de Louis-Antoine de Bougainville.

## Biographie
François Chenard de la Giraudais est né à Saint-Malo, le 2 août 1727, de François Chenard de La Giraudais, capitaine de vaisseau marchand, et de Cécile Donat.

### L'expédition de 1760 et la bataille de Ristigouche
Au printemps 1760, le Gouvernement français lui confie une mission d'assistance et de ravitaillement de la Nouvelle-France, alors en guerre avec l'Angleterre. Malgré son jeune âge (33 ans), La Giraudais possède une grande expérience qui lui vaut le grade de lieutenant de frégate. Il quitte Bordeaux le 10 avril 1760 à la tête d'une petite escadre de cinq vaisseaux marchands réquisitionnés (le Bienfaisant, le Soleil, l'Aurore, la Fidélité et le Marquis de Malauze) et d'une vingtaine de petits bâtiments chargés de munitions et de provisions,.
Le navire amiral, la frégate le Machault est armé de 28 canons et 150 hommes d'équipage. François Chenard de la Giraudais connaît bien ce navire pour avoir déjà escorté plusieurs convois en direction de la Nouvelle-France, en 1759. Il dispose d'instructions secrètes dans le cas où les Anglais l'empêcheraient de s’engager dans le fleuve Saint-Laurent ; il doit, le cas échéant en aviser le gouverneur Vaudreuil et se rendre en Louisiane ou à Saint-Domingue pour y décharger ses vaisseaux.
Le lendemain du départ, le 11 avril 1760, les Anglais qui font le blocus du port prennent en chasse le convoi qui doit se disperser. Mais, alourdis par leurs marchandises, l'Aurore et le Soleil sont arraisonnés par l'ennemi. Deux semaines plus tard, alors que le convoi croise au large des Açores, la Fidélité fait naufrage. Le 15 mai, il ne reste plus que trois navires lorsque la flottille amoindrie mouille dans le golfe du Saint-Laurent. Là, La Giraudais apprend que les Britanniques sont arrivés les premiers et ont détruit la flottille de Jean Vauquelin devant Québec. Il décide alors de se réfugier dans la baie des Chaleurs. Le 18 mai, il jette l'ancre dans l'estuaire de la Ristigouche. Les Autochtones locaux, alliés des Français, promettent de combattre les Anglais aux côtés de La Giraudais.
Malgré le soutien des nations locales, La Giraudais ne peut rien face aux cinq navires de guerre britanniques menés par le capitaine de vaisseau John Byron, arrivés de Louisbourg. Après plusieurs jours de bataille, La Giraudais doit se résigner à saborder ses bâtiments, au matin du 8 juillet, après les avoir fait évacuer. Afin que l'ennemi ne s'empare pas des vivres, il fait sauter le Machault et le Bienfaisant. Seul le Marquis de Malauze qui compte des prisonniers à son bord est épargné. Une fois à terre, les Français établissent un petit fort et y prennent garnison.
Chenard de la Giraudais arme la goélette restante qu'il baptise le Petit Marquis de Malauze et, le 10 août, il repart pour la France.

### Les voyages d'exploration de Bougainville
Rentré en France, et après avoir quitté l'armée, La Giraudais effectue plusieurs voyages d'exploration scientifiques. Commandant du sloop le Sphinx lors du voyage aux Malouines de Louis Antoine de Bougainville en 1763-1764, il est capitaine du navire l'Étoile lors du voyage autour du monde de Bougainville.
Il meurt à bord de l'Espérance, le 27 février 1776.